# Goha
Pour plus de détails, voir Fiche technique et Distribution.
Goha est un film franco-tunisien réalisé par Jacques Baratier et sorti en 1959.
Ayant obtenu le prix « Le Premier Regard » au Festival de Cannes 1958, ce film a notamment révélé l'acteur Omar Sharif et Claudia Cardinale y débute.

## Synopsis
En Égypte, un vieil homme se remarie avec une ravissante jeune femme. Celle-ci s'ennuie et tombe amoureuse d'un jeune homme pauvre, tout à fait à son goût.

## Fiche technique
- Titre : Goha
- Réalisation : Jacques Baratier
- Scénario : Georges Schehadé, d'après le roman Le Livre de Goha le Simple par Albert Adès et Albert Josipovici
- Musique : Maurice Ohana
- Photographie : Jean Bourgoin
- Son : Ahmed Radjeb
- Montage : Leonide Azar
- Décors : Georges Koskas
- Pays d'origine : France - Tunisie
- Format : Couleurs - Mono - 35 mm
- Langue : Arabe
- Durée : 83 minutes
- Date de sortie : 6 mai 1959

## Distribution
- Omar Sharif : Goha
- Zohra Faïza : Farrideh
- Lauro Gazzolo : Taj el Ouloum
- Gabriel Jabbour : Sayed Khamis
- Daniel Emilfork : Ibrahim
- Zina Bouzaiade : Fulla
- Claudia Cardinale : la domestique de Taj el Ouloum
- Fatma : Anisseh
- Ito Ben Lahsen : Chams
- Jean Laugier : l'écrivain public
- Annie Legrand : Loulou
- Hassiba Rochdi : la tante de Fulla

## Critique
Pour Georges Sadoul, c'est le premier film tunisien de classe internationale. L'atmosphère y est pressante, et les images bien composées.

## Distinctions
Le film est présenté en sélection officielle en compétition au Festival de Cannes 1958 où il a reçu le prix « Le Premier Regard » ex æquo.